# All In (Lil Baby)
All In è un singolo del rapper statunitense Lil Baby pubblicato il 23 aprile 2020.

## Video musicale
Il video musicale è stato pubblicato sul canale ufficiale del rapper.

## Tracce
1. All In – 2:36